# Inga exfoliata
Inga exfoliata là một loài rau đậu thuộc họ Fabaceae.
Loài này chỉ có ở Brasil.